# Chiesa del Sacro Cuore (Pinarella)
La chiesa del Sacro Cuore è un edificio di culto di Pinarella, nel comune di Cervia.
È uno degli edifici sacri di più recente costruzione, sorti per venire incontro alle esigenze di un territorio che il boom turistico del secondo dopoguerra aveva enormemente dilatato e che aveva originato l'istituzione della nuova parrocchia il 24 febbraio 1958.
Edificata nel 1966 e consacrata il 6 maggio dell'anno successivo grazie al grande impegno dell'allora Parroco Don Lorenzo Rossato, che fu anche responsabile dell'intitolazione della chiesa al Sacro Cuore di Gesù, scelta poi avallata dall'arcivescovo di Ravenna e Cervia Baldassarri.
La Chiesa presenta una facciata di linea sobria in mattoni faccia a vista, segnata, sopra l'ingresso, da una vetrata che si estende in senso longitudinale, ad interpretare alcuni misteri del Rosario. L'interno sempre in mattoni a vista, consta di un'unica navata, scandita lateralmente da sottilissime fenditure a dare luce all'aula. Due cappelle laterali, individuabili anche dall'esterno, dedicate a Papa Giovanni XXIII e a Padre Pio sono illuminate da ampie vetrate e sopra i due altari campeggiano due mosaici ravennati in rilievo di Imbevi, raffiguranti, quello a destra la Sacra Famiglia e l'altro Sant'Antonio di Padova. Il presbiterio è delimitato da ceramiche su tavole in legno con immagini sacre, motivo questo ripreso anche nei simboli delle stazioni della Via crucis ed introduce all'abside, di foggia pentagonale dominata, sullo sfondo, da un affresco del Sacro Cuore, cui la Chiesa è dedicata, opera dell'artista bresciano Vittorio Trainini. Ad illustrare le due pareti laterali, una serie di ampie vetrate rappresentanti scene di vita sacra e momenti e personaggi della comunità parrocchiale.
Nel 2009 sono stati sostituiti i poli liturgici con dei nuovi costituiti da inserimenti marmorei su strutture in legno di rovere.